# Olley Air Service
Olley Air Service est une compagnie aérienne britannique, principalement charter, fondée en 1934 et dont le nom disparaît en 1963. Elle exploite des vols au départ de l'aéroport de Croydon.

## Histoire

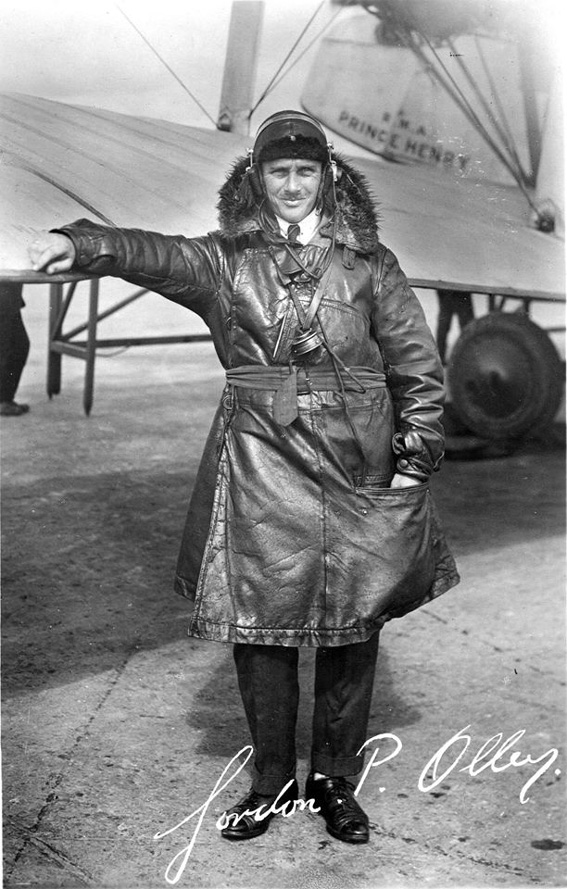
Captain Olley.

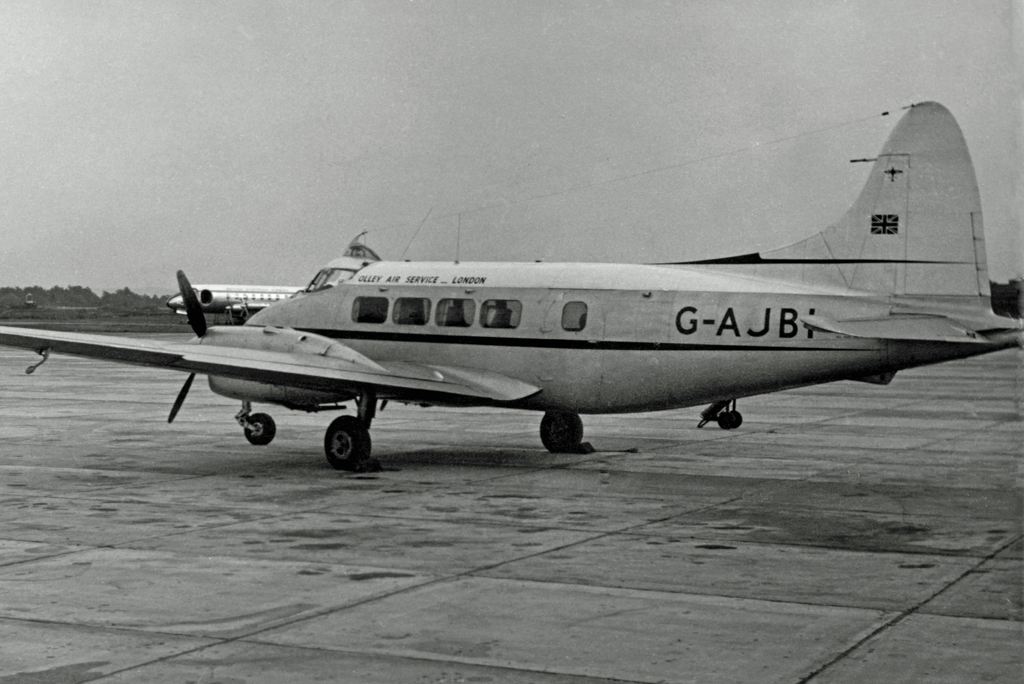
Un Olley Air Service De Havilland Dove opérant à l'aéroport de Manchester en 1954.

### Création
En janvier 1934, Gordon Percy Olley (en) MM, un ancien pilote des sociétés Handley Page Transport (en) et d'Imperial Airways, fonde Olley Air Service, basée à l'aéroport de Croydon.

### Les années 1930
Olley Air Service est principalement une compagnie charter. Elle dirige un groupe de compagnies aériennes comprenant des services aériens de la compagnie Blackpool & West coast Air Service, Channel Air Ferries et des services aériens de l'île de Man. Ces compagnies aériennes sont reprises en 1935 et 1936. Channel Air Ferries assure les services aériens réguliers d'Olley Air Service à destination et en provenance des îles anglo-normandes, tandis que Blackpool & West coast Air Service assure des vols réguliers entre le Royaume-Uni et l'Irlande, ainsi que de/vers l'île de Man. Les premiers sont exploités conjointement avec Aer Lingus sous la marque Irish Sea Airways. Ce dernier est transféré à l'Isle of Man Air Services, à la suite duquel Blackpool & West Coast Air Service raccourcit son nom pour devenir West Coast Air Service,.
La compagnie assure des vols directs vers l'aéroport du Touquet-Paris-Plage.
En 1938, le groupe Olley forme une nouvelle compagnie aérienne commune avec deux compagnies de chemin de fer sous le nom de Great Western & Southern Air Lines.
En 1939, Great Western et Southern Air Lines reprennent les vols réguliers de Channel Air Ferries.

### Après la Seconde Guerre mondiale
Après la fin de la Seconde Guerre mondiale, Olley Air Service reprend ses activités en tant que compagnie charter. Elle réintègre, ensuite, le marché des vols réguliers. Elle opère de nouveau, à partir du 3 juin 1949, des vols réguliers, à raison de quatre allers-retours par semaine, vers le Touquet-Paris-Plage

### Vente et disparition de la compagnie
En 1953, Olley Air Service est vendue à Morton Air Services. Malgré l'intégration complète d'Olley dans Morton, le nom Olley est encore utilisé pour des services spécifiques jusqu'en 1963.

## Composition de la flotte
- De Havilland DH.84 Dragon
- de Havilland DH 89 Dragon Rapide
- De Havilland DH.104
- Short Scion (en)
- Airspeed Consul

## Pour approfondir